# Frances Burney
Frances Burney, později Madame d’Arblay (13. června 1752, King's Lynn – 6. ledna 1840, Bath) byla anglická spisovatelka, dcera hudebního skladatele a historika Charlese Burneyho.
Svůj první román s názvem Evelina vydala anonymně v roce 1778. Po odhalení autorství se stala téměř okamžitě slavnou. V roce 1782 jí vyšel román Cecilia a v roce 1796 Camilla. V těchto třech románech, které velmi zapůsobily na Jane Austenovou, byly hlavními hrdinkami mladé, krásné a inteligentní, ale nezkušené dospívající dívky.
Poslední román The Wanderer jí vyšel v roce 1814.